# Явдошин, Анатолий Архипович
Анато́лий Архи́пович Явдо́шин (род. 1938) — советский работник сельского хозяйства; тракторист совхоза «Ярославский» Комсомольского района Актюбинской области.
За выдающиеся успехи, достигнутые в выполнении планов и социалистических обязательств по продаже государству в 1980 году миллиарда пудов зерна и перевыполнении планов десятой пятилетки по производству и закупкам хлеба и других сельскохозяйственных продуктов 19 февраля 1981 года присвоено звание Героя Социалистического Труда с вручением ордена Ленина и золотой медали «Серп и Молот»..